# Peter Liese
Hans-Peter Liese, né le 20 mai 1965 à Olsberg, est un homme politique allemand. Membre de l'Union chrétienne-démocrate d'Allemagne (CDU), il est député européen depuis 1994.